# Mulanbei-Reservoir

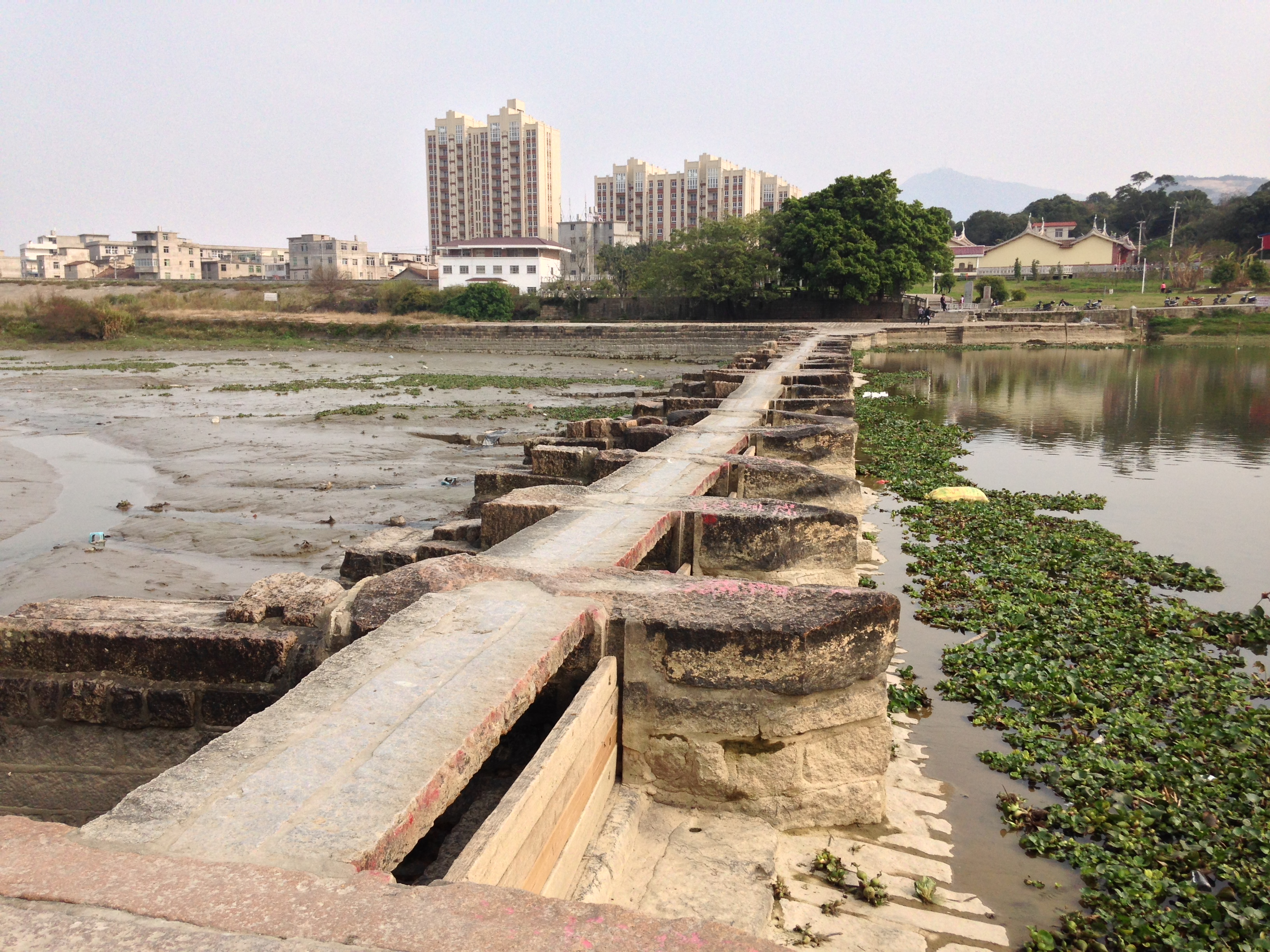
Mulanbei-Wasserbauprojekt (2015)

Das Mulanbei-Reservoir oder Mulanbei-Wasserbauprojekt (chinesisch 木兰陂, Pinyin Mùlán bēi – „Mulan-Stausee“, englisch Mulanbei Reservoir / Mulan irrigation system), im zentralen Stadtbezirk Chengxiang der bezirksfreien Stadt Putian in der chinesischen Provinz Fujian gelegen, wurde während der Zeit der Nördlichen Song-Dynastie in den Jahren 1064 bis 1083 erbaut. Das Mulanbei-Reservoir ist ein großes multifunktionales Wasserbauprojekt, das für Wasserumleitung (yin 引), Speicherung (xu 蓄), Bewässerung (guan 灌), Flut-Entwässerung (pai 排) und Tide-Schutz (dang 擋) angelegt wurde. Sein Hauptteil ist ein Damm, der den Fluss Mulan Xi (木兰溪 – „Magnolienbach“) staut.
Seit 1988 steht das Mulanbei-Reservoir auf der Liste der Denkmäler der Volksrepublik China in Fujian (3-56).